# Nottetempo
nottetempo è una casa editrice italiana, fondata nel 2002 da Ginevra Bompiani e da Roberta Einaudi.

## Descrizione

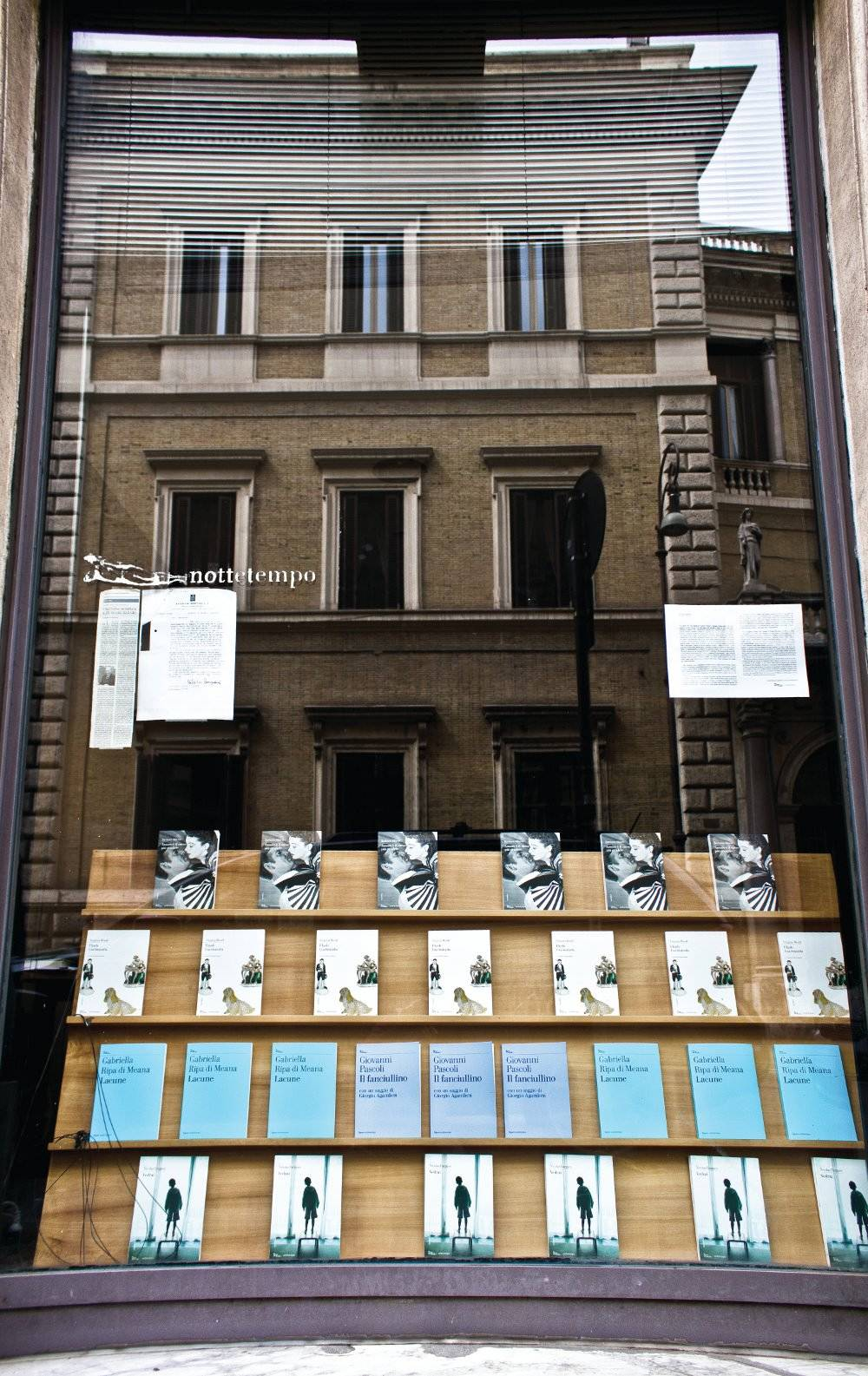
La vetrina di Via Zanardelli 34 (Roma), precedente sede della casa editrice

La grafica originale, improntata a un'idea di leggerezza e di grande leggibilità, è stata curata dallo studio Cerri, con copertine disegnate dallo studio Indaco di Dario Zannier.
Al 2014, lavoravano a nottetempo Ginevra Bompiani, Andrea Gessner (figlio di Roberta Einaudi), Lavinia Azzone, Rossella Di Palma, Carla Fiorentino, Maria Leonardi, Maria Sarracino, Ambretta Senes, Benedetta Torrani, Anna Trocchi e Chiara Valerio.
Nel gennaio 2016 Ginevra Bompiani ha lasciato le cariche di presidente e direttore editoriale; le è subentrato Andrea Gessner. Nel 2017 la sede è stata spostata a Milano.
Dalla fine del 2020 la direzione editoriale è affidata ad Alessandro Gazoia.

## Collane
La casa editrice pubblica le seguenti collane editoriali:
- Narrativa - tra gli autori Milena Agus, Barbara Alberti, Naomi Alderman, Eva Baltasar, Adrian N. Bravi, Alice Ceresa, Yehoshua Kenaz, Philip Larkin, Yan Lianke, Alberto Manguel, Juan Marsé, Paolo Morelli, Christian Oster, Sandra Petrignani, Antonio Prete, Lidia Ravera, Elisa Ruotolo, Pavel Sanaev, Robert Louis Stevenson, Lee Stringer, Olga Tokarczuk, Chiara Valerio, Valeria Viganò, Virginia Woolf, Mo Yan, Filippo Tuena, Claudio Morandini
- Figure - saggi, tra gli altri di Giorgio Agamben, Slavoj Žižek, Furio Jesi, Gabriella Ripa di Meana, Georges Didi-Huberman
- Terra - libri di antropologia e tematiche ambientali, tra gli altri di Eduardo Kohn, Davi Kopenawa, Byung-Chul Han, Barbara Bernardini, Francis Hallé
- Semi - eBook di attualità
- Gransassi - racconti, saggi, poesie, tra gli altri, scritti di Franco Arminio, Antonia Susan Byatt, Gianni Celati, Vittorio Lingiardi, Jonathan Littell, Rosetta Loy, Luisa Muraro, Andrea Zanzotto
- Cronache - libri di saggistica, tra gli altri, di Luciana Castellina, Maria Pace Ottieri, Fabrizia Ramondino, Mariusz Szczygieł, Dubravka Ugrešić
- Animalía - libri sul mondo animale
- Ritratti - libri, tra gli altri, di Ingeborg Bachmann, Paul Celan, Giulio Einaudi, James Lord, Silvana Mauri
- Icone - Francesco D'Isa, Posy Simmonds
- Poeti - collana di poesia cartacea e in ebook diretta da Maria Pace Ottieri e Andrea Amerio (tra i gli autori pubblicati: Emily Bronte nella trad. di Ginevra Bompiani, Alfred Jarry, Marina Ivanovna Cvetaeva, Antonio Moresco, David Riondino, Alessandro Carrera, Laura Pugno, Paolo Febbraio, Mircea Cartarescu, Gianmaria Annovi, Ko Un, Daniele Mencarelli, Blanca Varela)
- Architettura - collana di architettura curata da Carlo Gandolfi
- Extrema Ratio - testi di teoria e critica letteraria del Novecento
- Fuori collana

Queste invece le collane storiche (tutte chiuse):
- narrativa.it - collana di nuovi autori italiani, Laura Fidaleo, Giorgio Ghiotti, Alexandra Censi, Paola Camassa, Ginevra Lamberti, Ida Amlesù, Riccardo Corsi
- Sassi - piccoli inediti di grandi autori - racconti, poesie, saggi, tra gli altri, di Giorgio Agamben, Valentino Bompiani, Patrizia Cavalli, Giulietto Chiesa, Claude Lévi-Strauss, Elsa Morante, Elisabetta Rasy
- Sassi nello stagno- filosofia, politica, scienza, letture - saggi, tra gli altri di Judith Butler, Byung-Chul Han, Laura Barile
- Il rosa e il nero libri, tra gli altri, di Karin Alvtegen, Kálmán Mikszáth, Elvira Seminara, Paola Campanini
- Il pesanervi libri, tra gli altri, di Josephine Tey, Batya Gur - collana chiusa nel 2010.
- Luce mediterranea
- Premi letterari